# Sabatia campanulata
Sabatia campanulata är en gentianaväxtart som först beskrevs av Carl von Linné, och fick sitt nu gällande namn av John Torrey och August Heinrich Rudolf Grisebach. Sabatia campanulata ingår i släktet Sabatia och familjen gentianaväxter. Inga underarter finns listade i Catalogue of Life.